# Sill
La Sill è un fiume austriaco, affluente di destra dell'Inn, che attraversa il Tirolo. Nasce ad est del passo del Brennero e scorre in direzione nord attraversando la regione della Wipptal. Sfocia nell'Inn presso Innsbruck. Ha una lunghezza di 42,2 km e un bacino di 854 km².